# 圣奥斯定圣殿 (罗马)

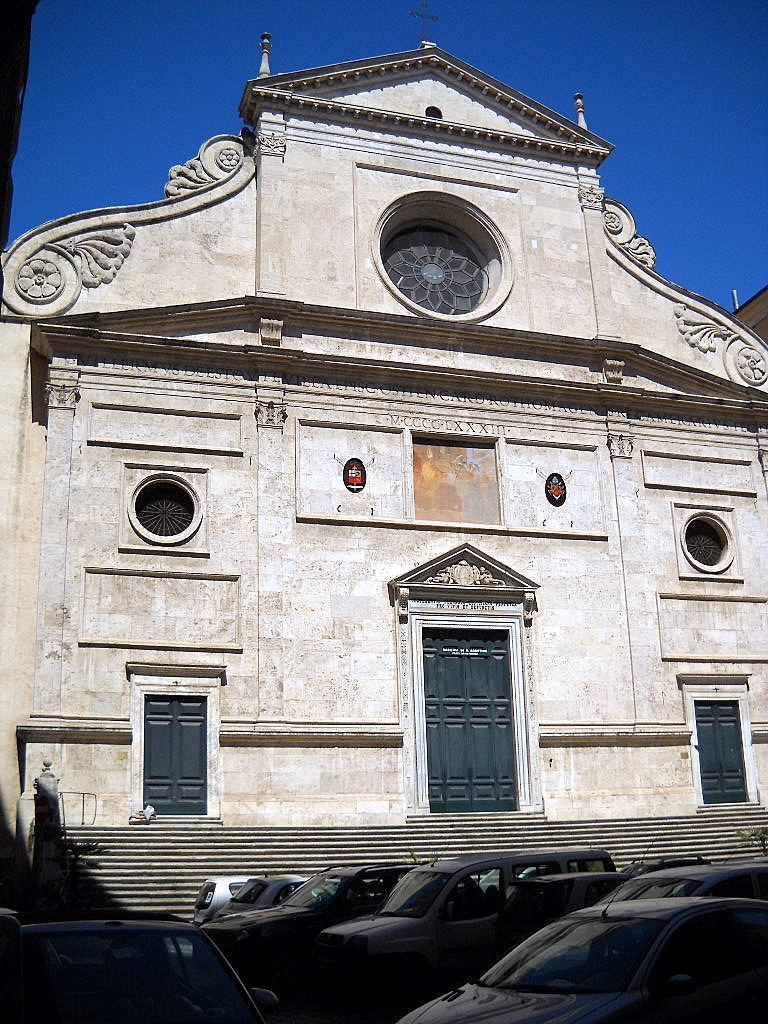
立面

圣奥斯定圣殿（義大利語：Basilica di Sant'Agostino in Campo Marzio）是意大利罗马的一座教堂，邻近纳沃纳广场。是天主教修會圣奥古斯丁修道会的母堂，也是文艺复兴时期罗马兴建的教堂之一。
该堂建筑资金来自鲁昂总主教纪尧姆，立面由贾科莫·迪·彼得拉桑塔建于1483年，使用了取自罗马斗兽场的混凝土。该堂的设计者是15世纪后期的建筑师巴乔·Pintelli，18世纪由路易吉·万维泰利修复。 系早期文艺复兴风格作品。
圣奥斯定圣殿曾经以教友中包括大量妓女而出名。

## 艺术品

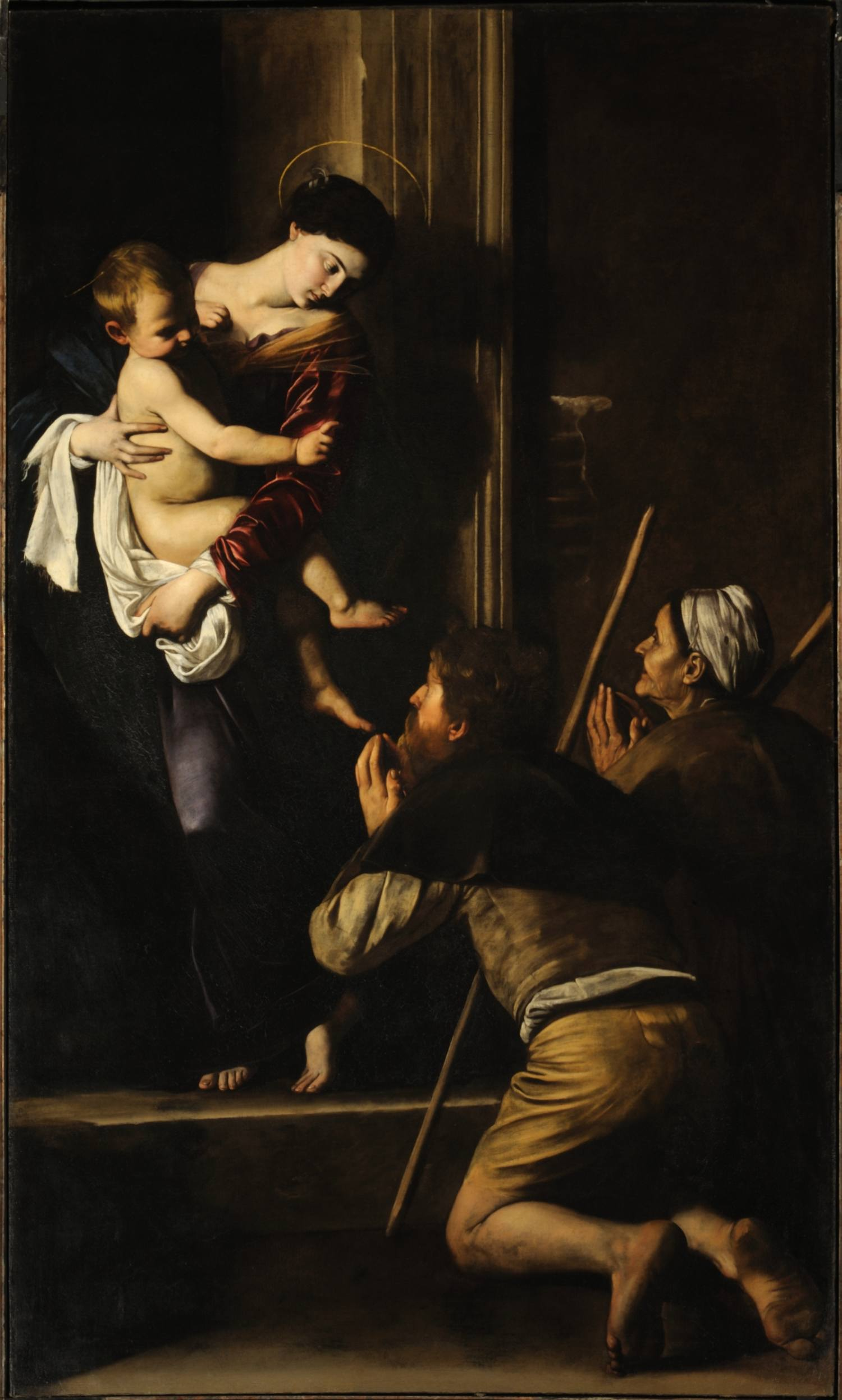
《罗雷托圣母》，卡拉瓦乔

该堂最著名的艺术品是一幅重要的巴洛克绘画《罗雷托圣母》，系卡拉瓦乔作品。其他艺术品包括圭尔奇诺的《圣奥斯定、圣若望和圣叶理诺》、 拉斐尔的壁画《先知以赛亚》、安德烈·圣索维诺的雕塑《圣亚纳和圣母子》，以及雅各布·桑索维诺的《分娩圣母》（Madonna del Parto）。在1616年，17世纪巴洛克艺术家乔瓦尼·兰弗兰科装饰左侧耳堂 Buongiovanni 小堂，包括天花板壁画圣母升天。

## 墓葬
该堂有圣奥思定的母亲圣莫尼加墓，切萨雷·波吉亚的情妇、名妓Fiammetta墓，以及挪威总主教奥拉夫 Trondson（1459 - 1473）墓。他的墓碑碑文"CVI DEDERAT SACRAM MERITO NORVEGIA SEDEM HIC TEGIT OLAVI FRIGIDVS OSSA LAPIS"，意思是：奥拉夫，挪威给了他圣椅，冰冷的石头下面是他的遗骨"。